# أكمية كولومبية
أكمية كولومبية (الاسم العلمي: Aechmea colombiana) هو نوع نباتي يتبع جنس الأكمية من فصيلة البروميلية.